# 国鉄ウ1形貨車
国鉄ウ1形貨車（こくてつウ1がたかしゃ）は、かつて日本国有鉄道（国鉄）およびその前身である鉄道省等に在籍した10 t積みの豚積車である。

## 概要
1928年（昭和3年）5月の車両称号規程改正によりカ24850形 70両はウ1形（ウ1 - ウ70）1形式に形式名変更された。カ24850形は1928年（昭和3年）1月からワフ20500形 より70両が鷹取工場にて改造され誕生した形式である。カ24850形車は数か月でウ1形へ再度改番された短命な形式であった。同称号規程改正では豚積車が新設され本形式は豚積車の最初の形式となった。豚積車は付添人室があるためこれを豚積緩急車と間違われやすい。1940年（昭和15年）に2両（ウ59、ウ65）がウ100形へ再再改造された。
豚は体長が低いため、車体に固定棚を設け上下二段とし合計約45頭の豚を放し積みとした。車体塗色は黒一色であり、寸法関係は、全長は8,109 mm、全幅は2,515 mm、全高は3,460 mm、実容積は21.7 m3、自重は8.0 t - 8.5 tである。
1952年（昭和27年）に「老朽貨車の形式廃車」の対象形式に指定され、同年6月26日通達「車管第1232号」により告示され（当時の在籍車数は4両であった）同年に形式消滅した。